# S/S Lister
S/S Lister var ett svenskt lastfartyg som torpederades eller minsprängdes i Nordsjön den 16 december 1939 av den tyska ubåten U-59.

## Historik
Fartyget levererades till Rederi AB Falkvik 1928. De första åren fördes Lister av Sveriges då äldste aktive befälhavare, kapten Olof Olsson. 1933 besökte ärkebiskop Erling Eidem Svenska Sjömanskyrkan i Gdynia och var då även ombord på Lister, som låg vid Svenska kajen, och hälsade på befäl och besättning. Den dagen fyllde kapten Olsson 78 år. Samma år som kapten Olsson fyllde 80 år gick han i land för gott. Han hade börjat till sjöss 1872 och passerat ekvatorn 48 gånger. Han avled 1938 83 år gammal.
Lister fördes på sista resan av kapten C.O. Norin. Förutom en strandning på Jyllands västkust 1930 hade Lister inga nämnvärda haverier under sina resor. Listers förste maskinist, Berndt Andersson, hade varit ombord på fartyget ända från provturen till dess sista resa. När Lister sprängdes återstod endast fyra månader till tolv års tjänstgöring för Norin som maskinbefäl på Lister.

## Sänkningen
Med last av trä från Skutskär till Antwerpen var Lister på väg över Nordsjön och befann sig den 16 december 1939 ca 130 Nautiska mil utanför Newcastle upon Tyne, där man seglade mellan de engelska och tyska minfälten. Vid 00.30-tiden inträffade förut en kraftig explosion som trasade sönder förskeppet och den tre meter höga däckslasten kastades omkring. Förliga masten var borta och styrbords livbåt sönderslagen. Hela besättningen, 17 män och 2 kvinnor, gick i babordsbåten. Den blev hela natten liggande i lä av vraket, som höll sig flytande på trälasten. När det ljusnade på lördagsmorgonen gick en del av besättningen åter ombord, tog upp ångan och började länspumpa. På kvällen kunde den söndersprängda Lister "fortsätta resan". Med ökande sjögång skingrades dock alltmer av trälasten, som hamnade i sjön. Fartyget sänkte sig allt djupare och kl 03.00 på söndagsmorgonen sjönk Lister.
För att inte överlasta livbåten erbjöd sig sex man att gå över till livflotten, som med lina gjordes fast i livbåten. När Lister sjunkit började man ro i riktning mot den danska kusten, vid gryningen satte man även segel. På söndagsnatten observerade man från livbåten en lanterna, man kastade loss från flotten och rodde av alla krafter mot ljusskenet, men förgäves. Samtidigt förlorade livbåten kontakten med livflotten. På måndagskvällen upptogs de skeppsbrutna av den norska ångaren Bygdöy och landsattes i Oslo. (1943 minsprängdes Bygdöy och sjönk vid Hallands Väderö). Flotten med de sex männen drev vidare på söndagsnatten sedan den skiljts från livbåten. På måndagen fyllde en av männen, K.L. Andersson 22 år. För att muntra upp sina kamrater talade han om att det var hans födelsedag. De andra gratulerade honom förstås, men situationen var inte lämpad för några festliga ceremonier. Flotten upptäcktes av ett brittiskt flygplan, som dirigerade en jagare till flotten, vilken bärgade de sex männen och landsatte dem i Leith.